# 馬自達先驅

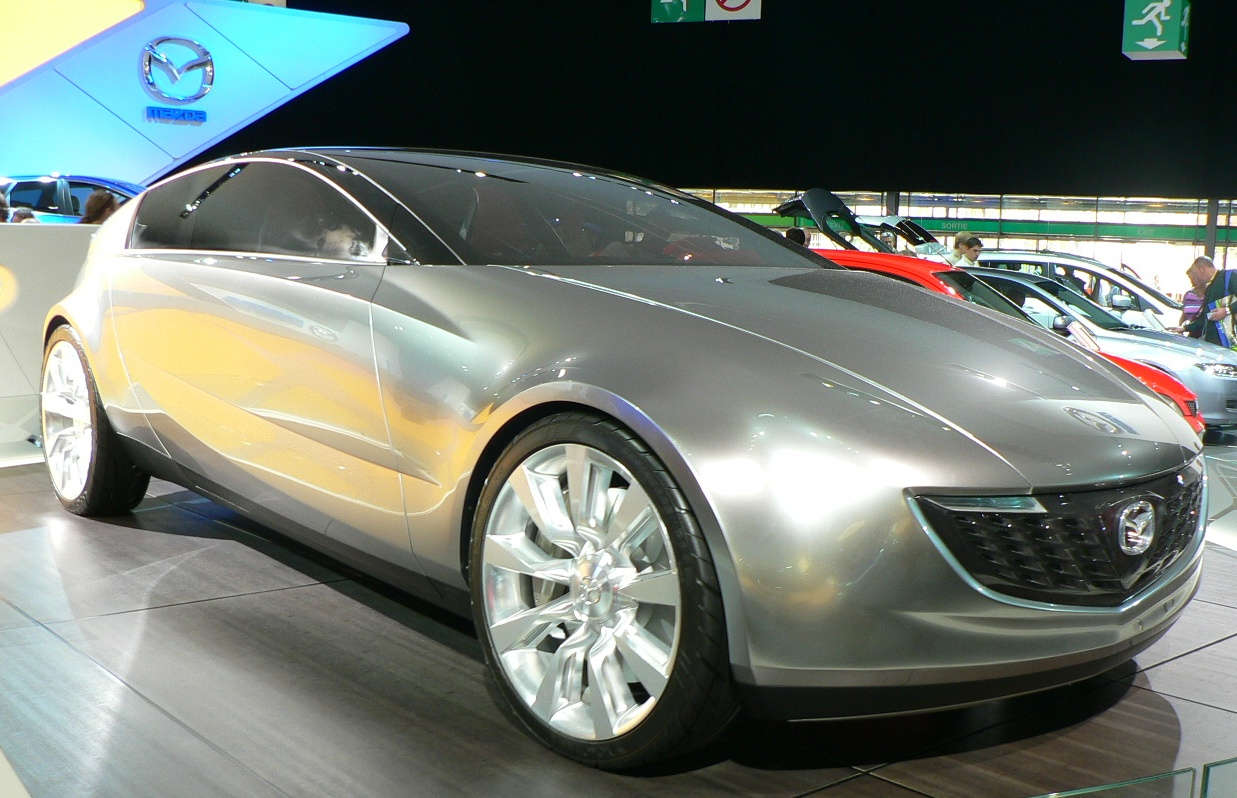
馬自達先驅在2006年法國巴黎車展上

馬自達先驅（日语：マツダ・先駆〔せんく〕；Mazda Senku）是一款由日本馬自達公司開發的概念車。

## 概要
該款概念車正式於2005年10月22日開幕的東京國際車展上公開發表，其車頂嵌入太陽能電池，當車子靜止或暫停下來時，該系統可提供電力來源。車身安裝了電動側滑門，內部座位為四人座。動力部分採用代號為13B-DI型的汽油直噴轉子引擎，配合油電混合動力系統，油耗量相對減少。

## 外部連結
- （英文） 馬自達官方網站新聞稿 （页面存档备份，存于）